# Medalla Buchanan

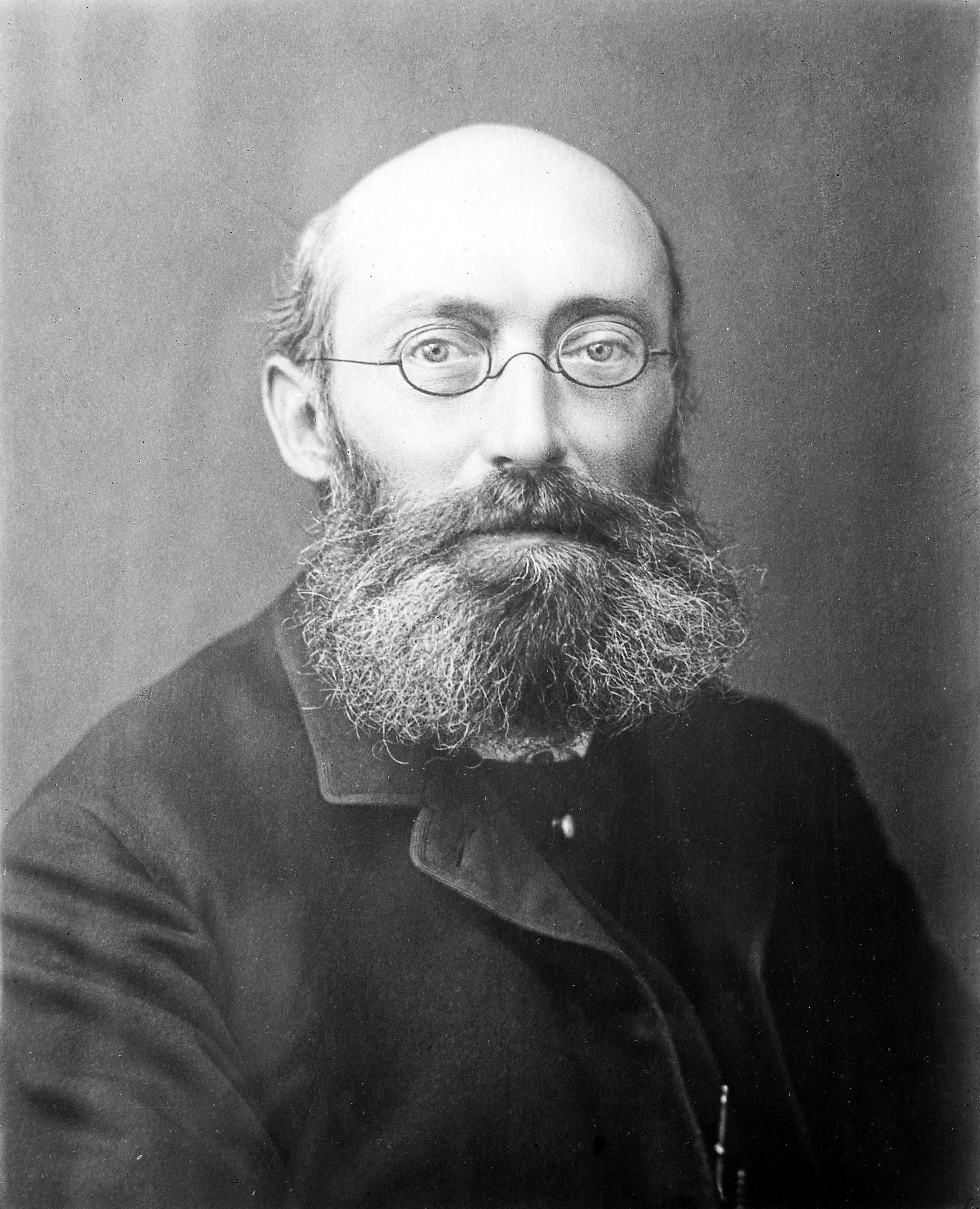
George Buchanan

La Medalla Buchanan es una medalla otorgada, desde 1897, por la Real Sociedad de Londres premiando a las investigaciones en medicina.
Se creó a través de un fondo en memoria del médico londinense Sir George Buchanan (1831–1895). Se otorgaba cada quinquenio, y desde 1990 bienalmente. Desde su creación, se otorgó 28 veces, y a diferencia de otras medallas Reales como la Royal Medal, nunca se adjudicó a la misma persona varias veces. Como resultado de los criterios para la medalla, la mayoría de los ganadores han sido médicos u otros profesionales de la medicina, con la excepción de Frederick Warner, ingeniero ganador de la medalla en 1982: "por su importante papel en la reducción de la contaminación del río Támesis y de sus importantes contribuciones a la evaluación de riesgos".

## Lista de galardonados
| Año  | Nombre                   | Razón | Notas  |
| ---- | ------------------------ | --- | ------ |
| 1897 | John Simon               | "por sus servicios distinguidos en la organización de la administración sanitaria médica en este país, y como promotor de la investigación científica relacionados con la salud pública" | [ 3 ]  |
| 1902 | Sydney Copeman           | "por sus investigaciones experimentales en la patología bacteriología y comparativa de la vacunación" | [ 4 ]  |
| 1907 | William Henry Power      | "por sus servicios a la ciencia sanitaria" | —      |
| 1912 | William Craw             | "por su administración sanitaria de las obras del Canal de Panamá" | —      |
| 1917 | Almroth Wright           | "por sus contribuciones a la medicina preventiva" | [ 5 ]  |
| 1922 | David Bruce              | "por sus investigaciones y descubrimientos en medicina tropical" | [ 6 ]  |
| 1927 | Major Greenwood          | "por sus investigaciones estadísticas y otros trabajos en relación con la salud pública" | [ 7 ]  |
| 1932 | Thorvald Madsen          | "por su trabajo teórico y práctico importante en inmunidad, especialmente en relación con la antitoxina diftérica" | —      |
| 1937 | Frederick Fuller Russell | "por su obra en relación con problemas de salud pública en muchas partes del mundo, en nombre de la División Internacional de Salud de la Fundación Rockefeller" | —      |
| 1942 | Wilson Jameson           | "por sus distinguidos servicios administrativos a la ciencia y la práctica de higiene" | [ 8 ]  |
| 1947 | Edward Mellanby          | "por sus distinguidas investigaciones sobre fisiología de la nutrición, especialmente en relación con la etiología de enfermedades por deficiencia" | [ 9 ]  |
| 1952 | Rickard Christophers     | "por sus investigaciones pendientes sobre la malaria y Anopheles mosquitos [sic], que transmiten dicha enfermedad" | [ 10 ] |
| 1957 | Neil Hamilton Fairley    | "por sus distinguidas contribuciones en la lucha contra el paludismo" | [ 11 ] |
| 1962 | Landsborough Thomson     | "por sus largos y distinguidos servicios en apoyo y administración de la investigación médica y biológica" | [ 12 ] |
| 1967 | Graham Wilson            | "por su destacada labor en los aspectos médicos de la bacteriología y la inmunidad, y en el servicio de laboratorios de salud pública de Inglaterra y de Gales" | [ 13 ] |
| 1972 | Richard Doll             | "por sus destacados estudios sobre etiología, prevención y tratamiento de enfermedades, especialmente cáncer" | [ 14 ] |
| 1977 | David Evans              | "por su papel de liderazgo en el control de la normalización y la seguridad de las vacunas" | [ 15 ] |
| 1982 | Frederick Warner         | "por su importante papel en la reducción de la contaminación del río Támesis y de sus importantes contribuciones a la evaluación de riesgos" | [ 16 ] |
| 1987 | Gyorgy Karoly Radda      | "por su desarrollo de la espectroscopia de RMN de alta resolución para el estudio de la energética celular y enzimología celular, y para el diagnóstico médico, y de sus ideas y avances de tal modo ganadas" | —      |
| 1990 | Cyril Clarke             | "por sus estudios innovadores sobre la enfermedad hemolítica del recién nacido que dio lugar a nuevas terapias que llevaron a la eliminación de esa enfermedad fetal mayor" | [ 17 ] |
| 1992 | Denis Parsons Burkitt    | "por su descubrimiento de un linfoma que lleva su nombre" | [ 18 ] |
| 1994 | Sir David Weatherall     | "en reconocimiento a sus notables contribuciones, durante muchos años, aplicando la genética molecular a la medicina humana, en particular, aclarando las muchas formas de patología molecular que puede ser la base de talasemias, y por su liderazgo en la promoción de la aplicación de la genética molecular a la medicina en la Reino Unido, como Director del Instituto de Medicina Molecular en Oxford." | [ 19 ] |
| 1996 | N.H. Ashton              | "por su contribución a la investigación de la visión y su importante logro en el descubrimiento del papel del oxígeno en la patogénesis de la fibroplasia retrolental; ahora conocida como retinopatía del prematuro, junto con sus estudios sobre el mecanismo de la retinopatía hipertensiva, los estudios de la patología de la retinopatía diabética y la infección amebiana ocular"                        | [ 20 ] |
| 1998 | Barry James Marshall     | "en reconocimiento a su trabajo en descubrir el papel del Helicobacter pylori como causa de enfermedades como la úlcera duodenal, úlcera gástrica, y asociada al cáncer gástrico y dispepsia gastritis" | [ 21 ] |
| 2000 | William Stanley Peart    | "por su contribución a los fundamentos de la comprensión del sistema renina-angiotensina, en particular, a través de su trabajo seminal sobre el aislamiento y la determinación de la estructura de la angiotensina, la purificación de la renina, y estudios posteriores sobre el control de la liberación de renina"                                                                                          | —      |
| 2002 | Michael Waterfield       | "por su habilidad excepcional en bioquímica de la proteína que han transformado nuestra comprensión de la transducción de señales, y la subversión de las vías de señalización celular en el cáncer" | —      |
| 2004 | David P. Lane            | "en reconocimiento a su descubrimiento de la proteína p53 y la investigación posterior en la que ha sido este descubrimiento básico seguido a su aplicación clínica, la explotación de la vía p53 para encontrar nuevos tratamientos para el cáncer" | —      |
| 2006 | Iain MacIntyre           | "por sus muchas contribuciones a su campo: desde los descubrimientos fundamentales sobre el origen celular, y el modo de bioquímica de la acción de la calcitonina para su aplicación en la práctica clínica" | [ 22 ] |
| 2008 | Christopher Marshall     | "por su destacada contribución a la comprensión del proceso mediante el cual los cánceres y en la identificación de los objetivos principales para su tratamiento terapéutico" | [ 23 ] |
| 2010 | Peter Cresswell          | "por sus destacadas contribuciones a la inmunología, en particular, a la comprensión del procesamiento de antígenos de proteína extraña dentro de las células para estimular a las células T en respuestas inmunitarias". | [ 24 ] |